# Kostel Narození Panny Marie (Buškovice)
Římskokatolický farní kostel Narození Panny Marie v Buškovicích, části města Podbořany v okrese Louny, je původně gotická, později zbarokizovaná sakrální stavba stojící na svahu návrší severně od čtvercové návsi a tvořící se svým okolím církevní komplex. Kostel je severně a východně od něj obklopen hřbitovem. Západní vstup lemují dvě centrální kaple. Od roku 1964 je kostel chráněn jako kulturní památka. Kostel v současnosti spravuje spolek Pro kostely.

## Historie a stavební vývoj
Nejstarší písemná zmínka o buškovickém kostele pochází z roku 1361, kdy byl tamním farářem jistý Jan. Je však možné, že Jan nebyl farářem ve stávajícím kostele, ale v kostele svatého Bartoloměje, který stál v prostoru za bývalou radnicí a čp. 3 a v roce 1700 již byl zříceninou. Kromě toho existující kostel Narození Panny Marie změnil patrocinium. Ještě v roce 1652 byl zasvěcen svatému Janovi. Po provedení rekatolizace v roce 1627 se kostel opět stal farním. Do roku 1672 patřila do farnosti také Libyně, od roku 1673 krátce Vidhostice a v letech 1627–1716 i Vroutek. Od roku 1949 tvoří farní okrsek kromě Buškovic i Brody a Krásný Dvůr. Farnost je administrována z Podbořan.
Stavba je v jádře raně gotická (presbytář a na něj navazující zhruba dvě třetiny lodi). Dobu stavby kostela lze na základě půdorysu a rozměrů stanovit do horizontu 1275–1325. Na budově nejsou architektonické prvky, které by umožnily datovat ji blíže. Středověkého původu je rovněž klenba klenba presbytáře, která ale nepochází z původní stavby, nýbrž byla postavena dodatečně kolem poloviny 14. století.
V roce 1713 se u kostela uvádí dřevěná zvonice. V první čtvrtině 18. století byl kostel přestavěn a zbarokizován. V letech 1717–1718 byla vystavěna věž a nad lodí a presbytářem se vztyčily nové krovy. Loď byla nově zastřešena. Postavila se sakristie a kůr, v lodi se prorazila půlkruhová okna. Areál kostela byl v roce 1728 doplněn o kapli Krvácejícího Spasitele a roku 1744 o kapli svatého Prokopa. K obnově kostela došlo v roce 1820. Sanktusník byl vystavěn v prvním desetiletí 20. století, v letech 1932 a 1933 byla okna opatřena vitrážemi.

## Architektura

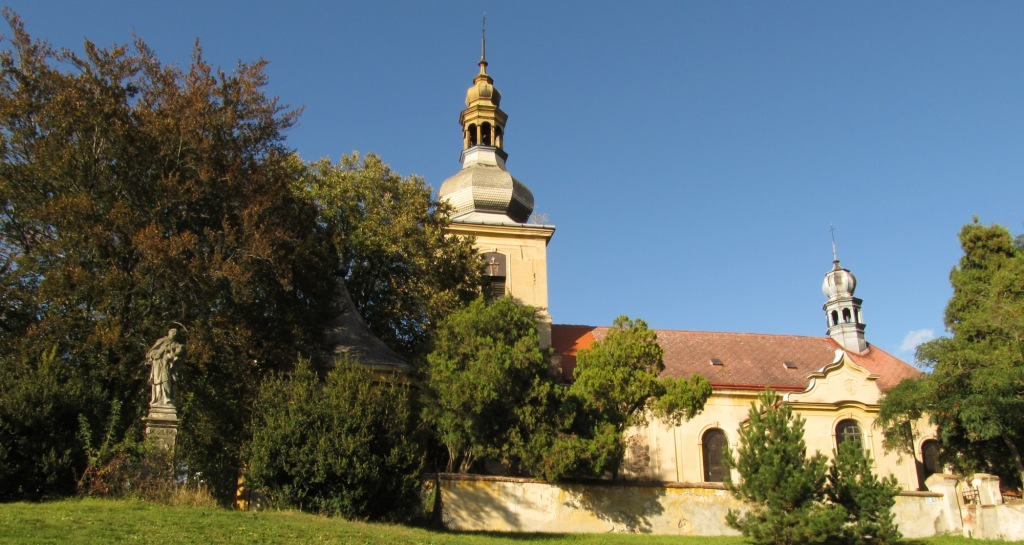
Kostel od jihu

Kostel je jednolodní stavbou s pravoúhle zakončeným presbytářem, který je orientován k východu. Z východu se připojuje nízká sakristie, z jihu lodi kaple s oratoří. V ose západního průčelí je představena hranolová věž s cibulovou bání, pokrytou výjimečně zachovanou krytinou z eternitových šablon. Střecha kostela je sedlová, nad závěrem zvalbená. Presbytář sklenut jedním polem gotickou křížovou klenbou, která pochází zřejmě z poloviny 14. století. Oratoř má valený strop, loď kostela plochý strop. Vnější vzhled je výsledkem barokní úpravy.
Před západním průčelím jsou postaveny symetrické centrální kaple se stanovými střechami. Východní průčelí jižní kaple bylo ve 20. letech 20. století upraveno na památník padlým z I. světové války (ve stylu art deco). Po roce 1945 byla původní pamětní deska zničena a nahrazena připomínkou padlých rudoarmějců. Ve druhé dekádě 21. století je kostel a zejména obě kaple ve špatném stavu. Márnice na hřbitově je zřícena. Jsou však viditelné známky probíhajících zajišťovacích prací na hřbitovní zdi a kostele.

## Zařízení
Zařízení kostela je klasicistní z konce 18. století. Hlavní oltář pochází z roku 1870. V roce 1790 dostal kostel nové dvoumanuálové varhany z dílny nepomyšlského varhanáře Ferdinanda Müllera. Kolem roku 1990 byly, spolu s ostatním vybavením kostela, vandalsky poškozeny. Roku 2001 byly demontovány, restaurovány Rudolfem Valentou a umístěny do kostela v Malém Březně.

## Okolí kostela
Před kostelem stojí barokní socha sv. Jana Nepomuckého z roku 1713. Obnovena byla v roce 1925. Její hranolový sokl je zdoben reliéfními akanty. Západně od návsi naproti domu čp. 17 stojí socha sv. Floriána a v jižní straně návsi, u domu čp. 127 se nachází sloup Nejsvětější Trojice.

## Galerie

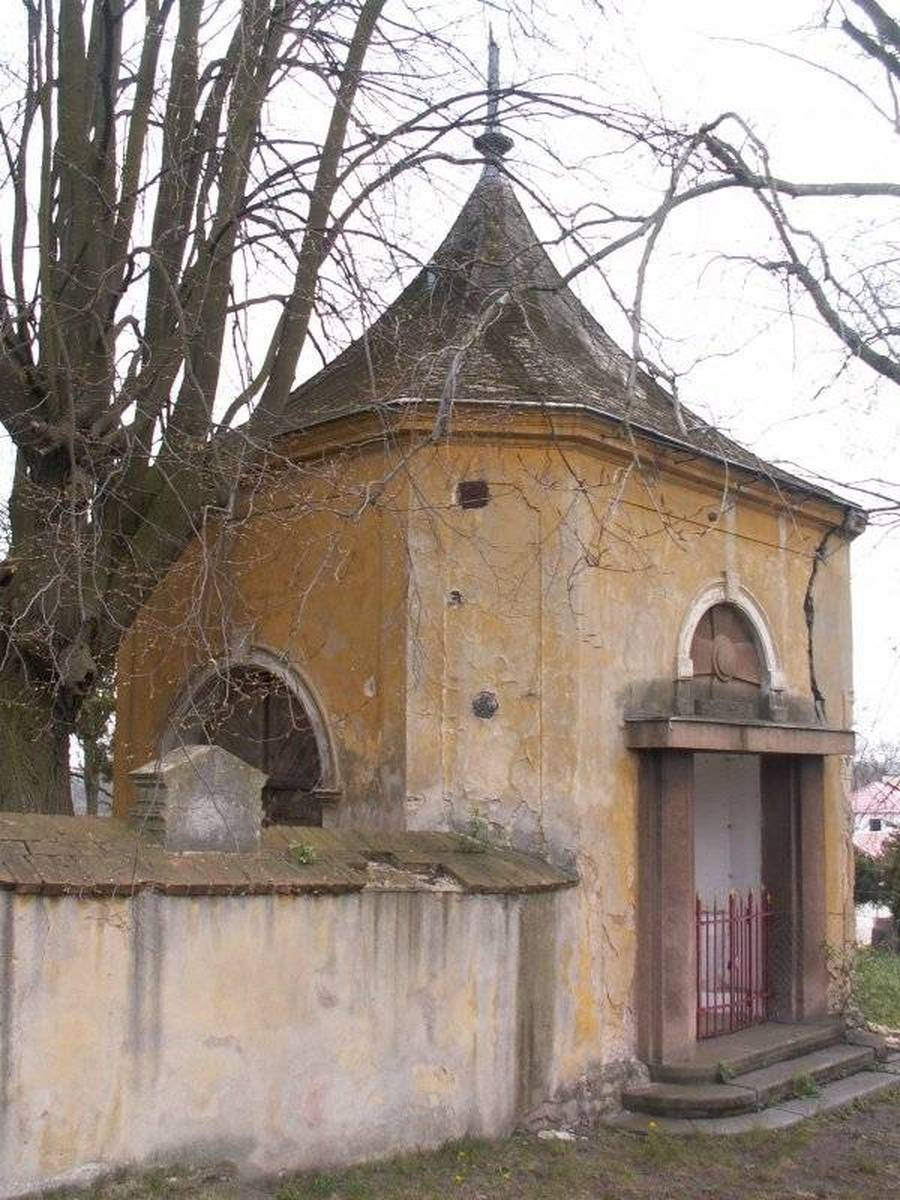
Jedna z kaplí u kostela
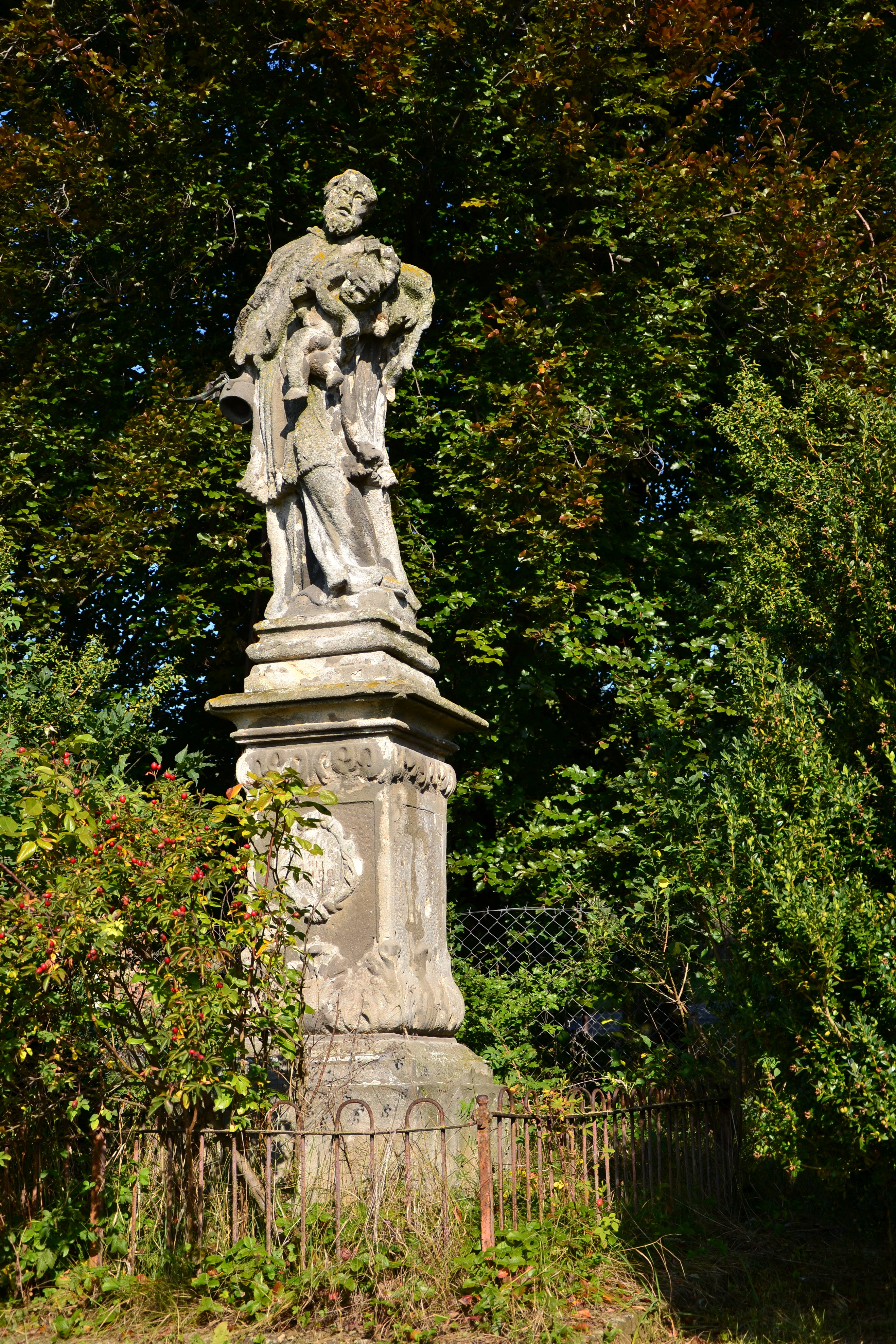
Socha sv. Jana Nepomuckého
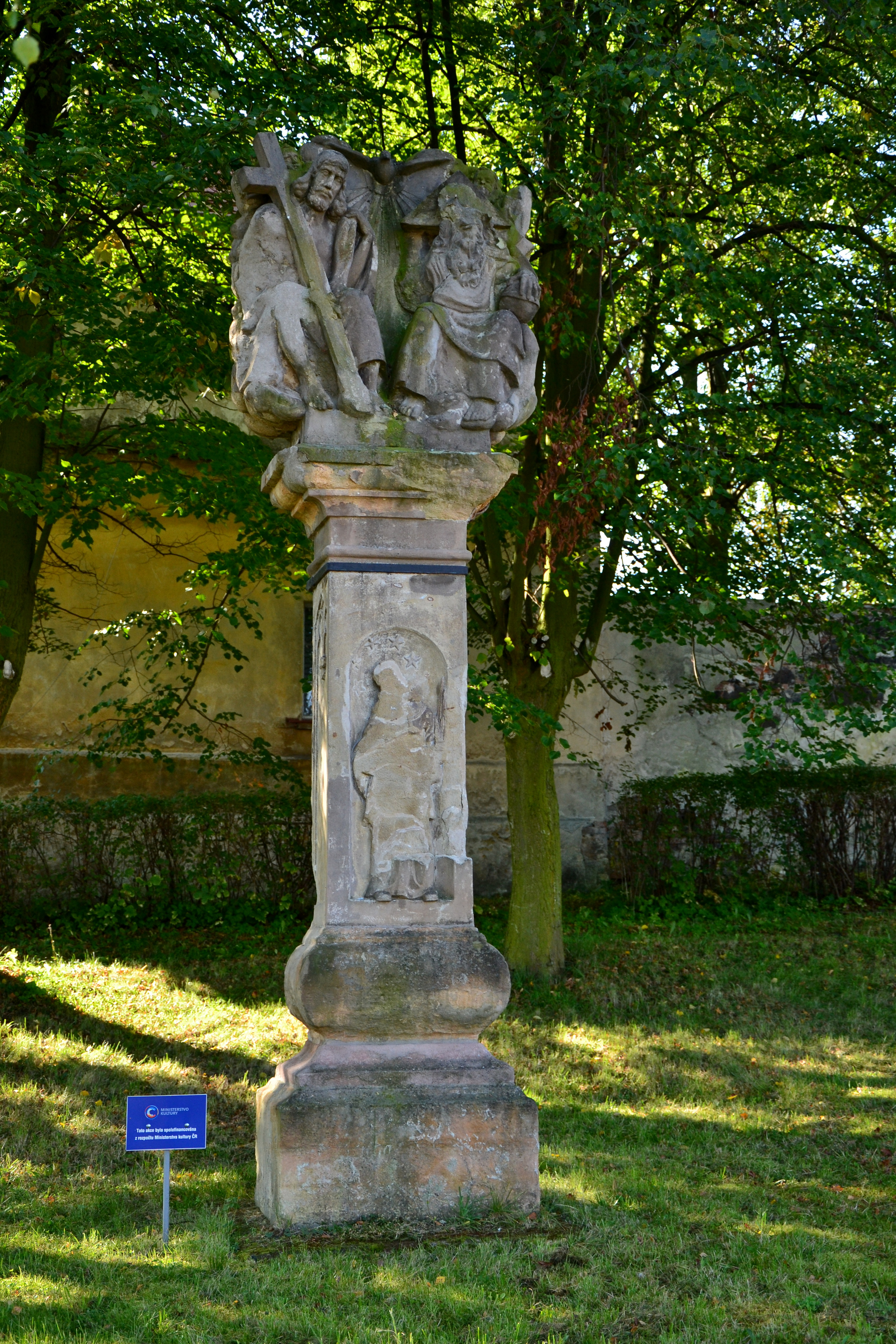
Sloup Nejsvětější Trojice
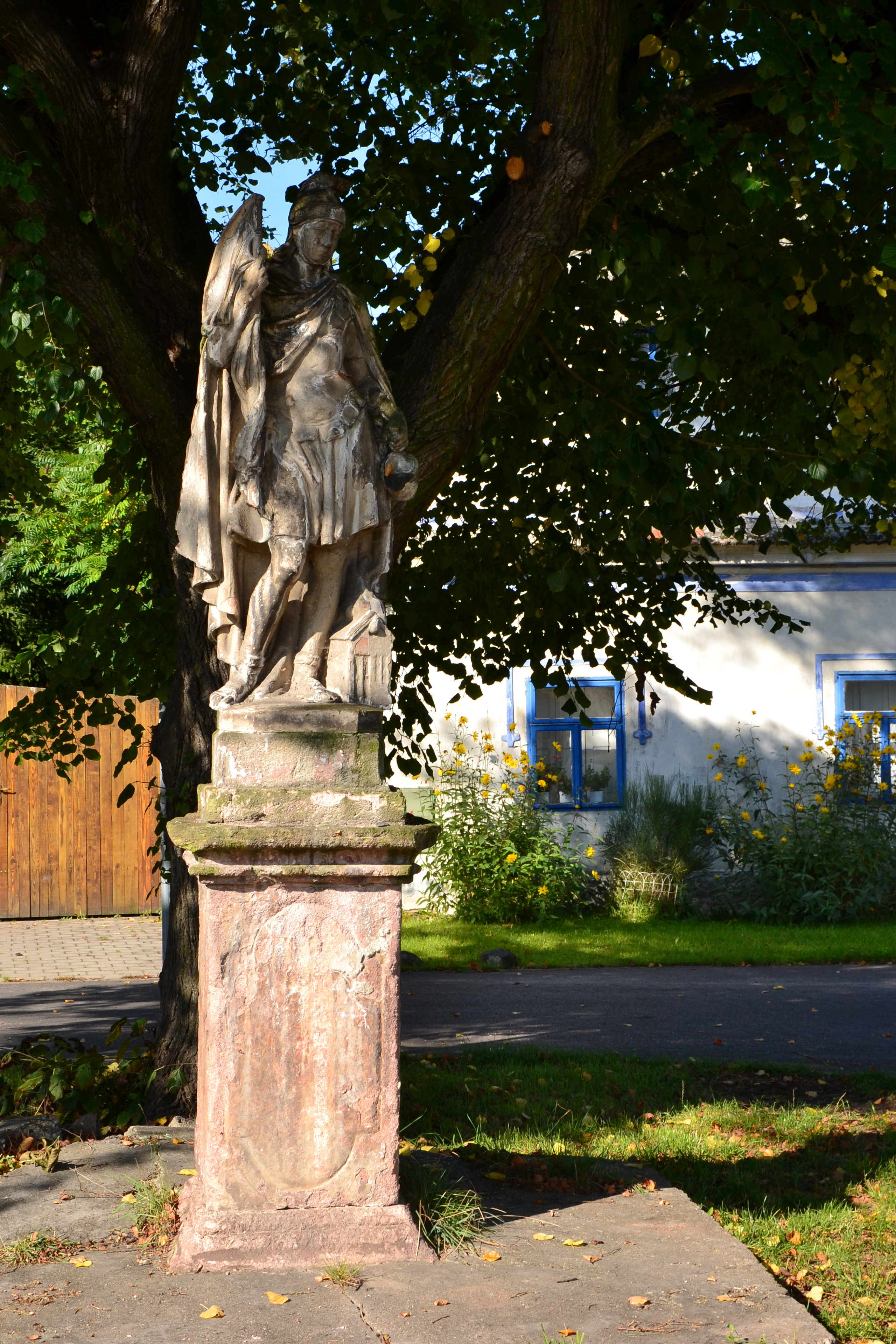
Socha sv. Floriána